# Districtul Kham Ta Kla
Kham Ta Kla (în thailandeză คำตากล้า) este un district (Amphoe) din provincia Sakon Nakhon, Thailanda, cu o populație de 37.902 locuitori și o suprafață de 402,0 km².

## Componență
Districtul este subdivizat în 4 subdistricte (tambon), care sunt subdivizate în 57 de sate (muban).
| Nr. | Nume         | În thailandeză | Sate | Locuitori |  |
| --- | ------------ | -------------- | ---- | --------- |  |
| 1.  | Kham Ta Kla  | คำตากล้า        | 15   | 11,259    |  |
| 2.  | Nong Bua Sim | หนองบัวสิม       | 15   | 8,473     |  |
| 3.  | Na Tae       | นาแต้           | 12   | 8,254     |  |
| 4.  | Phaet        | แพด            | 15   | 9,916     |  |